# Liparetrus arenosus
Liparetrus arenosus är en skalbaggsart som beskrevs av Britton 1980. Liparetrus arenosus ingår i släktet Liparetrus och familjen Melolonthidae. Inga underarter finns listade i Catalogue of Life.